# Ctenotus zastictus
Ctenotus zastictus (гамелінський гребневухий сцинк) — вид сцинкоподібних ящірок родини сцинкових (Scincidae). Ендемік Австралії.

## Поширення й екологія
Гамелінські гребневухі сцинки мешкають на північному заході Західної Австралії, на південь від затоки Шарк-Бей. Вони живуть на сухих спініфексових луках та в евкаліптових заростях.

## Збереження
МСОП класифікує стан збереження цього виду як близький до загрозливого. Ctenotus zastictus може загрожувати знищення природного середовища.